# Diocesi di Sambalpur
La diocesi di Sambalpur (in latino Dioecesis Sambalpurensis) è una sede della Chiesa cattolica in India suffraganea dell'arcidiocesi di Cuttack-Bhubaneswar. Nel 2022 contava 47.931 battezzati su 8.443.000 abitanti. È retta dal vescovo Niranjan Sual Singh.

## Territorio
La diocesi comprende i distretti civili di Sambalpur, Angul, Bargarh, Balangir, Deogarh (o Debagarh), Dhenkanal, Jharsuguda e Subarnapur (o Sonapur) nello stato dell'Orissa, in India.
Sede vescovile è la città di Sambalpur, dove si trova la cattedrale di San Giuseppe Lavoratore.
Il territorio è suddiviso in 24 parrocchie.

## Storia
La diocesi è stata eretta il 14 giugno 1951 con la bolla Novarum dioecesium di papa Pio XII, ricavandone il territorio dall'arcidiocesi di Calcutta e dalle diocesi di Nagpur e di Ranchi (oggi entrambe arcidiocesi).
Originariamente suffraganea dell'arcidiocesi di Calcutta, il 19 settembre 1953 in forza della bolla Mutant res dello stesso Pio XII è entrata a far parte della provincia ecclesiastica di Ranchi e il 24 gennaio 1974 di quella di Cuttack-Bhubaneswar.
Il 4 luglio 1979 ha ceduto una porzione del suo territorio a vantaggio dell'erezione della diocesi di Rourkela.

## Cronotassi dei vescovi
Si omettono i periodi di sede vacante non superiori ai 2 anni o non storicamente accertati.
- Hermann Westermann, S.V.D. † (14 giugno 1951 - 28 febbraio 1974 dimesso)
- Raphael Cheenath, S.V.D. † (28 febbraio 1974 - 1º luglio 1985 nominato arcivescovo di Cuttack-Bhubaneswar)
- Lucas Kerketta, S.V.D. (17 novembre 1986 - 26 luglio 2013 ritirato)
- Niranjan Sual Singh, dal 26 luglio 2013

## Statistiche
La diocesi nel 2022 su una popolazione di 8.443.000 persone contava 47.931 battezzati, corrispondenti allo 0,6% del totale.
| anno | popolazione | popolazione | popolazione | presbiteri | presbiteri | presbiteri | presbiteri                | diaconi | religiosi | religiosi | parrocchie |
| anno | battezzati  | totale      | %           | numero     | secolari   | regolari   | battezzati per presbitero | diaconi | uomini    | donne     | parrocchie |
| ---- | ----------- | ----------- | ----------- | ---------- | ---------- | ---------- | ------------------------- | ------- | --------- | --------- | ---------- |
| 1969 | 115.280     | 4.500.000   | 2,6         | 58         | 7          | 51         | 1.987                     |         | 60        | 225       | 25         |
| 1980 | 20.854      | 5.912.000   | 0,4         | 25         | 3          | 22         | 834                       |         | 28        | 52        | 12         |
| 1990 | 27.552      | 5.535.200   | 0,5         | 45         | 7          | 38         | 612                       |         | 50        | 86        | 16         |
| 1999 | 37.119      | 6.292.825   | 0,6         | 66         | 21         | 45         | 562                       |         | 50        | 171       | 20         |
| 2000 | 30.898      | 6.292.825   | 0,5         | 78         | 22         | 56         | 396                       |         | 61        | 194       | 21         |
| 2001 | 31.668      | 6.292.825   | 0,5         | 71         | 24         | 47         | 446                       |         | 55        | 188       | 21         |
| 2002 | 32.891      | 6.292.825   | 0,5         | 71         | 24         | 47         | 463                       |         | 57        | 208       | 21         |
| 2003 | 33.922      | 7.139.404   | 0,5         | 80         | 24         | 56         | 424                       |         | 63        | 209       | 22         |
| 2004 | 34.624      | 7.139.384   | 0,5         | 67         | 25         | 42         | 516                       |         | 48        | 207       | 22         |
| 2010 | 40.256      | 7.548.100   | 0,5         | 94         | 39         | 55         | 428                       |         | 61        | 258       | 22         |
| 2014 | 45.497      | 7.552.050   | 0,6         | 149        | 54         | 95         | 305                       |         | 124       | 286       | 22         |
| 2017 | 44.389      | 7.436.673   | 0,6         | 139        | 64         | 75         | 319                       |         | 109       | 305       | 23         |
| 2020 | 45.931      | 7.604.700   | 0,6         | 151        | 66         | 85         | 304                       |         | 109       | 317       | 24         |
| 2022 | 47.931      | 8.443.000   | 0,6         | 149        | 66         | 83         | 321                       |         | 110       | 318       | 24         |